# Fútbol Club Holguín
Maillots
Actualités
Dernière mise à jour : 22 octobre 2023.
Le FC Holguín est un club de football cubain basé à Banes, qui évolue en première division cubaine depuis 2019.

## Histoire
Le club atteint son apogée lors de la saison 2005-06 lorsqu'il s'octroie le championnat sous l'impulsion de Juan Carlos Quintana, ancien joueur de l'équipe, qui allait devenir par la suite un entraîneur récurrent au sein de l'institution. Mais il finit par être relégué une première fois en 2009-10 avant de réapparaître en première division sur invitation en 2013. 
Il est à nouveau relégué l'année suivante, saison qui voit le départ à la retraite de son meilleur buteur historique Héctor El indio Ramírez (avec 110 buts à son actif). 
Le FC Holguín joue depuis 2015 le Torneo de Ascenso (l'équivalent de la D2 cubaine). L'édition 2018 dudit tournoi s'avère catastrophique dans la mesure où le club obtient un zéro pointé avec six défaites en six matchs disputés. En 2019, le club bénéficie du passage de la 1re division de 12 à 16 clubs pour faire son retour dans l'élite.

## Palmarès
- Championnat de Cuba (1) :
  - Champion : 2005-06.
  - Vice-champion : 2023.

## Personnalités historiques du club

### Joueurs

#### Effectif actuel (2020)
Source : El Nuevo Blog del Fútbol Cubano.
| N° | Nat.            | Poste | Nom du joueur                    |
| -- | --------------- | ----- | -------------------------------- |
|    | Drapeau de Cuba | G     | Yander Guilarte Reynoso          |
|    | Drapeau de Cuba | G     | José René Rodríguez Serrano      |
|    | Drapeau de Cuba | G     | Andrés Sánchez Yero              |
|    | Drapeau de Cuba | G     | Ibrahim Barallogre Jorge         |
|    | Drapeau de Cuba | D     | Julio Daniel Rodríguez Llorente  |
|    | Drapeau de Cuba | D     | Alexei Alejandro Sánchez Córdova |
|    | Drapeau de Cuba | D     | Reynaldo Antonio Silva Leyva     |
|    | Drapeau de Cuba | D     | José Alberto Driggs Hidalgo      |
|    | Drapeau de Cuba | D     | Carlos Yoan Tamayo Suárez        |
|    | Drapeau de Cuba | D     | Mauricio J. Capuano García       |
|    | Drapeau de Cuba | M     | Erimagno Domínguez Espinosa      |
|    | Drapeau de Cuba | M     | Jorge Zaldívar Ayala             |
|    | Drapeau de Cuba | M     | Dairon Lázaro Ramos Ayala        |
|    | Drapeau de Cuba | M     | Yasnier Matos Rodríguez          |
|    | Drapeau de Cuba | M     | Mario Sergio Rodríguez Cisneros  |

| No. | Nat.            | Position | Nom du joueur                   |
| --- | --------------- | -------- | ------------------------------- |
|     | Drapeau de Cuba | M        | Carlos Ernesto Dupetey Leyva    |
|     | Drapeau de Cuba | M        | Yonathan Reinier Noa Ferreira   |
|     | Drapeau de Cuba | M        | Alejandro Fernández Vásquez     |
|     | Drapeau de Cuba | M        | Huberlandis Torres Ferrer       |
|     | Drapeau de Cuba | M        | Alberto Manuel Oakley Silveira  |
|     | Drapeau de Cuba | M        | Yoel D. Jesús Sánchez Semanat   |
|     | Drapeau de Cuba | A        | Pedro Carlos Reyes Meléndez     |
|     | Drapeau de Cuba | A        | Alberto Manuel Oakley Silveira  |
|     | Drapeau de Cuba | A        | José Ignacio Decon Muñoz        |
|     | Drapeau de Cuba | A        | José Ramón Casa del Valle Doffa |
|     | Drapeau de Cuba | A        | Yadian Casa del Valle Doffa     |
|     | Drapeau de Cuba | A        | Fidel Ferret Ferrer             |
|     | Drapeau de Cuba | A        | Cristian Carlos Valiente Osorio |
|     | Drapeau de Cuba | A        | Sandy Eugenio Aguedo Rojas      |
|     | Drapeau de Cuba | A        | Juan Carlos Moreno Cabrera      |

#### Principaux joueurs (tous les temps)
- Alexander Cruzata
- Héctor Ramírez
- Juan Carlos Quintana

### Entraîneurs
- Juan Carlos Quintana[3] (2005-??), champion en 2005-06.
- Omar Montero[7],[8] (2009-2010)
- Wilfredo Zayas[9] (2011)
- Juan Carlos Quintana[10],[11] (2012-2015)
- Wilfredo Bicet[12],[13] (2015-2017)
- Juan Carlos Quintana[14] (2018)
- Ramón Fuentes Quiala[15] (2019)
- Jorge Zaldívar Ayala[6] (2019-)